# Сапфирин (халцедон)
Сапфири́н — ювелирно-торговый термин, обозначающий разновидность халцедона светло-синего цвета различных оттенков. В этом значении термин «сапфирин» используется ювелирами, коммерсантами и некоторыми любителями камня в геммологических описаниях ювелирно-поделочных голубоватых халцедонов и в торговой практике. Однако на самом деле это не более чем разновидность халцедона, которая не является самостоятельным минеральным видом.
Также следует выделять термин «сапфирин» — как торговый бренд, отдельную товарную позицию, обозначающую цветовую разновидность халцедона (который, в свою очередь, является структурной разновидностью минерала кварц), с минералом класса алюмосиликатов сапфирин.

## Общая характеристика
Агрегаты сапфирина состоят из халцедона, микроскопических зёрен кварца (размером до 0,25 мм), в которых могут содержаться незначительные примеси Na, Mg, Fe, Mn, Ni, Al (в долях от 0,01 до 0,0001%). В сапфиринах некоторых месторождений также могут присутствовать органические остатки. Предположительно, окрашивающей примесью может являться циркон (ZrO2), однако вопрос о причине голубой окраски халцедонов окончательно не выяснен. При нагревании окраска сапфирина может бледнеть и «выцветать» вследствие дегидратации кремнезёма.
Структура сапфирина неоднородная, со слоями сферолитов халцедона волокнистого строения могут чередоваться агрегаты изометричных зёрен кварца. Спайность сапфирина несовершенная или вовсе отсутствует (как у всякого халцедона), твёрдость — типичная для кремнезёмов (6,5-7).

## Образование и местонахождение

Камея, вырезанная на сапфирине, 2006 г.

Образуется в гидротермальных условиях при поствулканической деятельности. Месторождения, в основном, приурочены к базальтам, андезитам, гораздо реже к риолитам.
Формы нахождения: — отдельные зоны в слоистых халцедоновых жеодах, корочки, почковидные агрегаты, прожилки, желваки, окатанная речная и морская галька. Как правило, встречается совместно с другими разновидностями халцедона, с кальцитом, кварцем и аметистом.
Месторождения
Самые доступные места обнаружения сапфирина — намывные и россыпные (вторичные) месторождения по долинам и берегам рек (например: реки Енисей, Лена, Вилюй), прибрежных галечниках на побережье Чёрного моря. Коренные месторождения: Мексика, Австралия, Бразилия, Россия (Восточная Сибирь, Урал, Дальний Восток), Крымский п-ов (гора Кара-Даг), Китай, Мадагаскар, США (Южная Дакота), Монголия (Восточное Гоби).

## Применение
Сапфирин — ценный поделочный камень, в лучших образцах — ювелирный материал. Чаще всего обрабатывается в форме кабошона, используется для вставок и резных изделий (глиптика, мозаика, камея).